# ФК БАТЭ в сезоне 2000
Сезон 2000 года — 5-й в истории возрождённого ФК БАТЭ и 3-й сезон в Высшей лиге чемпионата Белоруссии по футболу, в котором клуб во второй раз стал серебряным призёром. В розыгрыше Кубка Белоруссии 2000—2001 команда вышла в 1/4 финала, которая прошла весной 2001 года.
Летом 2000 года команда впервые взяла старт в Лиге чемпионов УЕФА. Обыграв в первом раунде турнира армянский клуб «Ширак», во втором БАТЭ уступил шведскому «Хельсингборгу».

## Высшая лига (Д1)
См. также: Чемпионат Белоруссии по футболу 2000

### Первый круг
| Тур | Матч                             | Счёт  |
| --- | -------------------------------- | ----- |
| 1   | Белшина (Бобруйск) — БАТЭ        | 1 : 1 |
| 2   | БАТЭ — Днепр-Трансмаш (Могилев)  | 3 : 1 |
| 3   | Шахтер (Солигорск) — БАТЭ        | 3 : 1 |
| 4   | БАТЭ — Ведрич-97 (Речица)        | 2 : 1 |
| 5   | Неман-Белкард (Гродно) — БАТЭ    | 3 : 0 |
| 6   | Лида — БАТЭ                      | 2 : 1 |
| 7   | БАТЭ — Локомотив-96 (Витебск)    | 1 : 0 |
| 8   | Коммунальник (Слоним) — БАТЭ     | 1 : 3 |
| 9   | БАТЭ — Славия (Мозырь)           | 1 : 3 |
| 10  | Гомель — БАТЭ                    | 3 : 1 |
| 11  | БАТЭ — Нафтан-Девон (Новополоцк) | 8 : 0 |
| 12  | Динамо (Минск) — БАТЭ            | 0 : 0 |
| 13  | БАТЭ — Динамо (Брест)            | 1 : 0 |
| 14  | Торпедо-Кадино (Могилев) — БАТЭ  | 1 : 3 |
| 15  | БАТЭ — Торпедо-МАЗ (Минск)       | 0 : 0 |

### Второй круг
| Тур | Матч                             | Счёт  |
| --- | -------------------------------- | ----- |
| 16  | БАТЭ — Белшина (Бобруйск)        | 1 : 0 |
| 17  | Днепр-Трансмаш (Могилев) — БАТЭ  | 1 : 2 |
| 18  | БАТЭ — Шахтер (Солигорск)        | 4 : 1 |
| 19  | Ведрич-97 (Речица) — БАТЭ        | 2 : 3 |
| 20  | БАТЭ — Неман-Белкард (Гродно)    | 3 : 0 |
| 21  | БАТЭ — Лида                      | 5 : 0 |
| 22  | Локомотив-96 (Витебск) — БАТЭ    | 0 : 0 |
| 23  | БАТЭ — Коммунальник (Слоним)     | 6 : 0 |
| 24  | Славия (Мозырь) — БАТЭ           | 2 : 0 |
| 25  | БАТЭ — Гомель                    | 2 : 0 |
| 26  | Нафтан-Девон (Новополоцк) — БАТЭ | 0 : 7 |
| 27  | БАТЭ — Динамо (Минск)            | 3 : 1 |
| 28  | Динамо (Брест) — БАТЭ            | 0 : 1 |
| 29  | БАТЭ — Торпедо-Кадино (Могилев)  | 4 : 0 |
| 30  | Торпедо-МАЗ (Минск) — БАТЭ       | 0 : 1 |

### Турнирная таблица
Положение по итогам 10-го чемпионата Белоруссии.

## Кубок Белоруссии
Кубок Белоруссии по футболу 2000—2001
| Стадия | Соперник                | Стадион | Стадион                | Счёт | Авторы голов              | Зрители |
| ------ | ----------------------- | ------- | ---------------------- | ---- | ------------------------- | ------- |
| 1/16   | Вертикаль (Калинковичи) | Г       | Городской, Калинковичи | 2:0  | Гончарик 53′ · А.Бага 53′ | 3.500   |
| 1/8    | Днепр (Могилёв)         | Г       | «Спартак», Могилёв     | 1:0  | Кутузов 53′               | 2.200   |

## Лига чемпионов УЕФА 2000—2001

### Первый раунд
| Стадия | Соперник      | Стадион | Стадион            | Счёт | Авторы голов                | Зрители |
| ------ | ------------- | ------- | ------------------ | ---- | --------------------------- | ------- |
| 1 матч | Ширак (Гюмри) | Г       | Городской, Гюмри   | 1:1  | Кутузов 24′                 | 2 500   |
| 2 матч | Ширак (Гюмри) | Д       | Городской, Борисов | 2:1  | Рогожкин 17′ · Лошанков 58′ | 5 000   |

### Второй раунд
| Стадия | Соперник     | Стадион | Стадион                 | Счёт | Авторы голов | Зрители |
| ------ | ------------ | ------- | ----------------------- | ---- | ------------ | ------- |
| 1 матч | Хельсингборг | Г       | «Олимпия», Хельсингборг | 0:0  |              | 4 417   |
| 2 матч | Хельсингборг | Д       | «Динамо», Минск         | 0:3  |              | 9 000   |